# Макушев, Викентий Васильевич
Викентий Васильевич Ма́кушев (1837—1883) — русский историк и филолог, член-корреспондент Петербургской академии наук.

## Биография
Родился 10 (22) октября 1837 года в Брест-Литовске. Окончил петербургскую Ларинскую гимназию (1856) и историко-филологический факультет Санкт-Петербургского университета (1860). 
С 1862 по 1865 гг. был секретарем российского консульства в Дубровнике, где исследуя богатый архив основательно изучил историю Дубровницкой республики. Результатом этого изучения были «Очерк дипломатических сношений России с Дубровницкой республикой» (1865), статьи о югославянских землях в «Русском вестнике», «Филологических записках» и других журналах (1866) и магистерская диссертация «Исследования об исторических памятниках и бытописателях Дубровника» (СПб., 1867).
В 1868 году был командирован министерством народного просвещения в Италию для научной работы в библиотеках и архивах. Командировка продлилась до 1871 года. Макушев сделал много ценных находок в архивах и библиотеках Неаполя, Венеции, Милана, Палермо и Анконы, собрал огромный фактический материал, преимущественно по истории южных славян (в т. ч. по хорватской диаспоре в папской Анконе) и албанцев, небольшая часть которого напечатана в «Исторических памятниках южных славян» (1-й т. в Варшаве, 2-й в Белграде). Вернувшись из-за границы, Макушев получил кафедру в Варшавском университете.
Отличительные черты работ Макушева — критическая точность, ясность, сжатость. В своих работах по истории южных славян, в частности болгар, он отстаивал идею о том, что турецкое завоевание имело для них положительное значение вплоть до XVII века, когда вследствие постепенного ослабления Османской империи ухудшилось и положение славянского населения. 
В 1878 году избран членом-корреспондентом Петербургской академии наук по Отделению русского языка и словесности.
Умер в Варшаве 2 (14) марта 1883 года.

## Публикации
Полный перечень сочинений В. В. Макушева была приведена в некрологе, написанном А. Смирновым: «Русский филологический вестник». — 1883. — Кн. 1.
- Сказания иностранцев о быте и нравах славян. — Санкт-Петербург , 1861. — [2], IV, [2], 178, XI с.
- Задунайские и адриатические славяне. — Санкт-Петербург : ред. «Лит. б-ки», 1867. — [4], IV, 304 с.
- «Итальянские архивы и хранящиеся в них материалы для славянской истории» (1870—1871)
- «Исторические разыскания о славянах в Албании в средние века» (1871)
- Болгария в конце XII и в первой половине XIII века : (Из лекций, чит. в Варшав. ун-те во втором полугодии 1871/2 учеб. г.) — [Варшава] : тип. Варшавск. учеб. окр., [1872]. — 66 с.
- «Болгария под турецким владычеством, преимущественно в XV и в XVI в.»
- Исторические памятники южных славян и соседних им народов, извлеченные из итальянских архивов и библиотек… Ч. 1. Кн. 1: Анкона. Болонья. Флоренция. — Варшава : тип. Варшавск. учеб. окр., 1874. — [4], 560, XXXV с.
- Восточный вопрос в XVI и XVII веках : (По неизд. итал. памятникам). — [Варшава, 1876]. — 26 с.
- «Из чтений о Старо-Чешской письменности. Загорельские отрывки Евангелия от Иоанна» («Славянский вестник». — 1877)
- «Из чтений о Старо-Чешской письменности. Так наз. Зеленогорская рукопись» («Славянский вестник». — 1878)
- Чтения о старопольской письменности в Варшавском университете. Вып. 1. - Варшава : тип. М. Земкевича и В. Ноаковского, 1881. — [2], II, 77 с.